# Juan Bravo

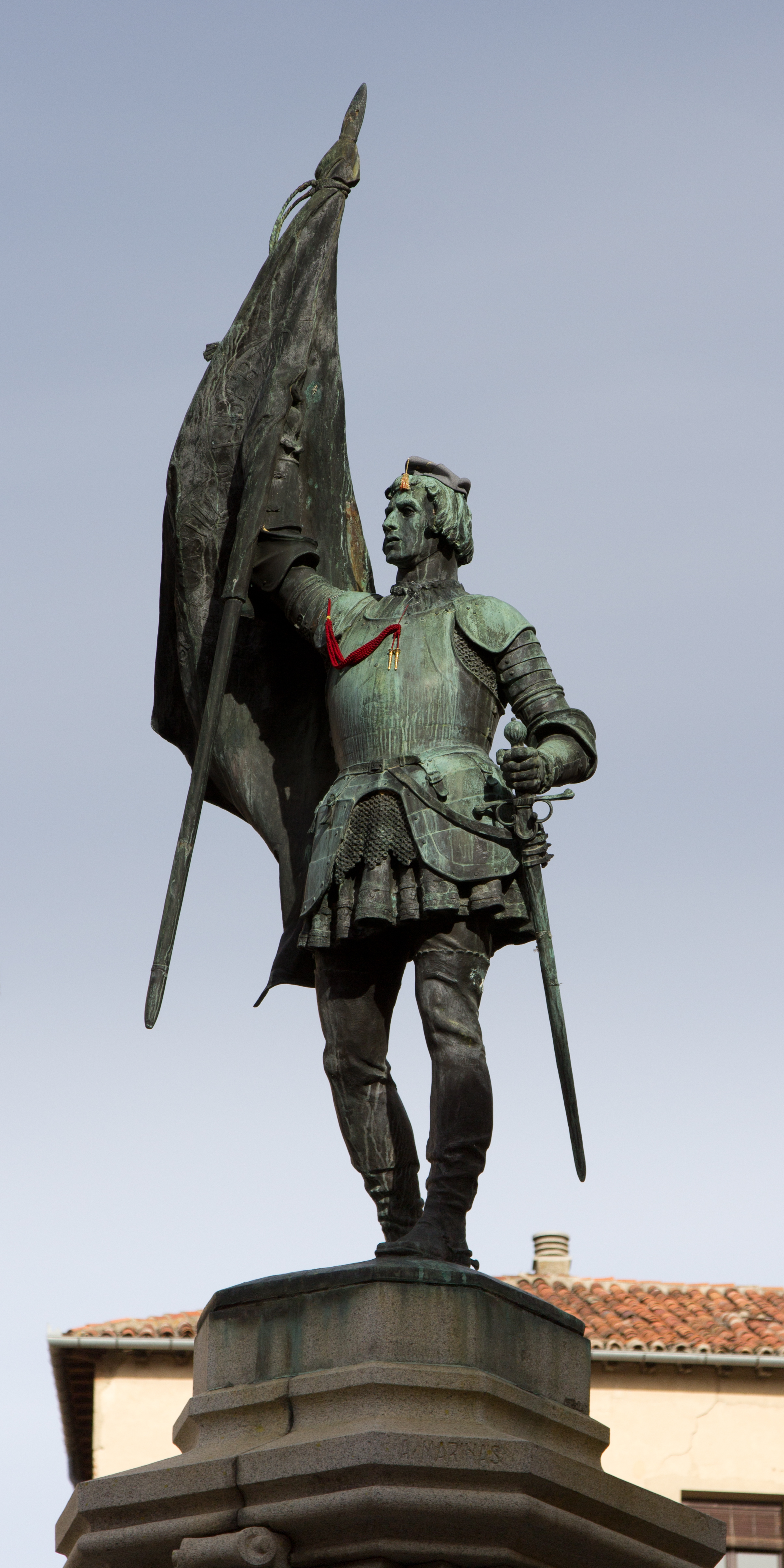
Památník Juana Brava v Segovii

Juan Bravo de Lagunas y Mendoza (cca 1483, Atienza – 24. dubna 1521, Villalar de los Comuneros) byl kastilský šlechtic a jeden z vůdců komunérů, což byly místní rady, které se vzbouřily proti císaři Karlu V. během kastilského povstání komunérů. Žil a působil v severo-centrálním Španělsku.

## Životopis
Juan Bravo se narodil kolem roku 1483 ve městě Atienza ve Španělsku. Jeho otcem byl Gonzalo Ortega Bravo de Laguna, správce pevnosti, a matkou María de Mendoza, dcera hraběte z Montaguda. Juan Bravo byl synovcem Juana de Ortegy Bravo de Laguny, biskupa diecézí Ciudad Rodrigo, Calahorra a Coria. Byl také bratrancem z druhého kolene Luisy de Medrano a bratrancem její matky Magdaleny Bravo de Lagunas y Cienfuegos.
V roce 1504 již Juan Bravo žil v centrálním španělském městě Segovia a o rok později se oženil s Catalinou del Rio, jedinou dcerou Diega del Rio, člena Rady Segovie, a Isabel de Herrera. Spolu měli tři děti: Gonzala Bravo del Río, Luise Bravo a Maríu de Mendoza.
Po ovdovění v roce 1515 se Bravo v roce 1519 v Segovii oženil s Maríou Coronel. María byla dcerou Íñiga Lópeze Coronela, člena Rady Segovie a bohatého obchodníka, a pravnučkou konvertovaného Žida Avrahama Senora Coronela. Z tohoto manželství vzešli dva synové, Andrea Bravo de Mendoza a Juan Bravo de Mendoza. Íñigo López Coronel odkázal veškerý svůj majetek svému zeti Juanu Bravovi pod podmínkou, že jej zdědí jeho děti s Maríou.

## Politická a vojenská kariéra
Juan Bravo zahájil svou politickou kariéru v červnu 1516 v La Rioje. Byl jedním z velitelů jmenovaných kardinálem Cisnerosem, tehdejším regentem království, aby vytvořil ozbrojený sbor, který by sloužil výhradně koruně. Opozice vysoké šlechty však vedla ke zrušení projektu a říká se, že právě neúspěch tohoto projektu Brava přiměl postavit se proti novému králi.
V říjnu 1519 byl Bravo jmenován velitelem milice v Segovii. Poté, co se dozvěděl o nových daních pro císaře Karla V. a o jeho odjezdu do Německa dne 29. května 1520, Bravo vedl povstalecké síly, které během let 1520 a 1521 obsadily město Medina del Campo a další města. Juan Bravo během celé kastilské války nadále velel segovijské milici a organizoval obranu proti královským vojskům. Královské síly si však udržely kontrolu nad pevností Alcázar v Segovii až do konce povstání.
Bravo měl na starosti kontakt s dalšími povstaleckými městy a jejich vůdci. Odjel do města Tordesillas, aby se setkal s královnou Janou I., matkou císaře, kterou povstalci podporovali. Snažil se získat její oficiální podporu, ale neuspěl.
Juan Bravo byl poražen královskými silami v bitvě u Villalaru dne 23. dubna 1521. Byl zajat a následující den, 24. dubna 1521, byl ve Villalaru de los Comuneros popraven setnutím hlavy za velezradu spolu se dvěma dalšími vůdci povstání. Pohřben byl na místě popravy, ale s povolením úřadů bylo jeho tělo začátkem června převezeno zpět do Segovie. V Segovii následně vypukly občanské nepokoje. Rodiny Cataliny del Rio a Maríi Coronel, stejně jako jeho političtí příznivci, se pokusili z pohřbu učinit slavnostní poctu muži, kterého považovali za ochránce komunity. Královské úřady měly problémy s kontrolou rozhořčené reakce davu a nakonec ji tvrdě potlačily.

## Odkaz
- Je připomínán spolu s dalšími třemi vůdci povstání v anonymní básni Óda na biskupa ze Samory (1822).
- Hlavní postava dramatu Juan Bravo El Comunero: Drama ve čtyřech aktech (Madrid: TFM Ruano, 1849).
- Vystupuje v obraze Poprava kastilských komunérů od Antonia Gisberta Péreze (1860).[4]
- Zobrazen v obraze Bitva u Villalaru od Manuela Picola Lópeze (1887).
- Divadlo Teatro Juan Bravo v Segovii, založené v roce 1917, bylo pojmenováno na jeho počest.[5]
- Je zmíněn v básni argentinského básníka Raúla Gonzáleze Toñóna Živá historie pod nesmrtelným návrším (1934).
- V roce 1921 byl v historickém centru Segovie postaven pomník na jeho počest.[6][7]
  - Tento pomník byl zachycen na obraze od Lionela Lindsaye z první poloviny 20. století.